# Purwodinatan
Purwodinatan is een bestuurslaag in het regentschap Semarang van de provincie Midden-Java, Indonesië. Purwodinatan telt 4147 inwoners (volkstelling 2010).